# Montacuto (Acquasanta Terme)
Montacuto, citato anche come Monte Acuto, è stato un comune italiano sparso del territorio di Acquasanta Terme, in provincia di Ascoli Piceno, soppresso nell'anno 1866.
Oltre a Pomaro, sede del comune, vi appartenevano i centri abitati di Pito, Pozza, Umito e Vallecchia Monte Acuto, attualmente frazioni di Acquasanta.

## Storia
Menzione di Montacuto si trova nel Quinternone, nell'atto con cui Ascoli, nell'anno 1289, ne rilevava la proprietà. Dalla seconda metà del XIII secolo il comune ascolano attraversava un periodo di floridezza economica e consolidava la sua potenza terriera anche con l'acquisizione di castelli e terre vicine. Nella zona compresa tra i fiumi Castellano e Tronto gli furono sottratti dal Giustiziere d'Abruzzo i possedimenti di Montacuto e Montecalvo. Dapprima la città di Ascoli ne rivendicò la proprietà e successivamente li acquistò.
Montacuto era uno dei quattro sindicati in cui era diviso il territorio acquasantano, soggetto al governo del Libero Comune di Ascoli, attorno al XIV secolo. La suddivisione amministrativa dello Stato Pontificio in delegazioni, avvenuta col Moto proprio Quando per ammirabile disposizione di Pio VII del 6 luglio 1816, ha appodiato Montacuto all'interno nella delegazione apostolica di Ascoli, nel Governo distrettuale di Ascoli, comprendendolo nella competenza territoriale di Acquasanta, come riportato nella tabella delle delegazioni dello Stato Ecclesiastico prescritta nel titolo I art. 3.
Nel testo dell’Indice di tutti i luoghi dello Stato Pontificio colla indicazione della rispettiva Legazione o Delegazione in che sono compresi nel Distretto Governo e Comune da cui dipendono le Diocesi alle quali sono essi soggetti e coll'epilogo in fine dei Distretti e Governi di ciascuna Legazione o Delegazione desunto dall'ultimo riparto territoriale ripromesso coll'Editto del 5 luglio 1831 questo paese risulta come: «Monte Acuto con Pomaro. Comune soggetto al Governo d'Arquata: Distretto, Delegazione e Diocesi di Ascoli. Anime 128.»
Nel 1860, con l'emanazione del Regio decreto n. 4495 del 22 dicembre 1860, la ripartizione territoriale del circondario di Ascoli assegnò Montacuto al mandamento di Arquata.
Fu comune autonomo fino alla nascita del Regno d'Italia, quando venne accorpato ad Acquasanta insieme a Montecalvo del Castellano, Quintodecimo e Santa Maria del Tronto il 1º gennaio 1866.